# Branko Pihač
Branko Pihač (Zagreb, 1956), hrvatski pisac znanstvene fantastike. Diplomirao je radiokomunikacije na Elektrotehničkom fakultetu u Zagrebu, a od 1988. živi u Kanadi.
Pihač je bio jedno od najprominentnijih domaćih imena u Vjesnikovu časopisu za znanstvenu fantastiku Sirius, u kojemu je objavio dvadesetak novela i kratkih priča. Njegovo znanstvenofantastično pisanje pripada tvrdoj znanstvenoj fantastici, katkad staromodnog kova, no na svojim najboljim stranicama on uspješno ostvaruje intrigantan spoj filozofske problematizacije i logičke analize, utemeljene u hegelijanskom duhu klasične njemačke filozofije, sa znanstvenim premisama koje često posežu za pseudoznanstvenim i alkemičarskim motivima, katkad i u ironijskom tonu. Njegov je stil klasično pripovijedanje s elementima avanturističkog i kriminalističkog žanra, koje obrađuje poznate žanrovske motive.

## Važnije novele:
- "Fombos, dar zvijezda", Sirius, 41, 1979.
- "Đavolji vrtovi doktora Hirnemiusa", Sirius, 53, 1980.
- "Perpetuum mobile", Sirius, 64, 1981.
- "Prometheus", Sirius, 76, 1982.
- "Čovjek iz Vučjeg Dola", RS magazin, zima 1982.
- "Maggemoniusov most", Sirius, 79, 1983.
- "Posljednja poruka", Sirius, 83, 1983.
- "Poziv", Sirius, 87, 1983.
- "Bumerang", Sirius, 100, 1984.
- "Mačje oko", Sirius, 119, 1986.
- "Eksperiment doktora Kühlgrubera", Alef, 9, 1988.
- "Eliksir besmrtnosti", Ubiq, 2007, 1.
- "Lami" (kratki roman), Parsek, travanj 2008, 98.
- "Mačje oko" (SF roman), Kigen, travanj 2012.

## Prijevodi na strane jezike:
- zbirka priča Perpetuum mobile (poljski, 1986) - hrvatski rukopis nikad nije objavljen
- njemačka SF antologija Venice 2 (1985)
- njemačka SF antologija Das digitale Dachau (1985)
- njemačka SF antologija Entropie (1986)
- poljski časopis Fantastyka
- u češkoj antologiji jugoslavenske fantastike Duhová křídla (1985)